# 朱翊镠
朱翊鏐（1568年3月3日—1614年7月4日），明穆宗第四子，生母孝定皇太后李氏，明神宗朱翊鈞的同胞弟弟，亦是唯一的弟弟。

## 生平
隆慶二年（1568年）生，隆慶五年二月封潞王。最初因為是神宗皇帝的同母弟的關係，就住在北京的府邸，他的王店、王莊遍布京城內。就藩以後，全部還給官方，就由太監接管，變成了皇店、皇莊，自此莊田開始就由皇族佔有。
萬曆十一年二月，潞王娶順天府學生員李得時之女為王妃。
萬曆十七年三月離開北京到封地河南省衛輝，要求給予贍田、食鹽，皆應允。因而獲得景恭王朱載圳的封地多至四萬頃、當地食鹽管理權利。
朱翊鏐為人好文，性勤飭，經常以王府歲入捐助朝廷，助工役助邊餉從無吝惜，明神宗對他也愈加恩寵。
萬曆四十二年（1614年），得知母后孝定皇太后駕崩，朱翊鏐悲慟廢寢食，不久即病逝，享年46岁。謚號簡王，葬於潞簡王墓。

## 陵墓
潞簡王墓位於河南省新鄉市北郊13公里處鳳凰山南麓，是中國目前保存現狀最好，佔地面積最大的明代藩王陵墓，被譽為"中原"定陵。

## 家庭
王妃李氏， 李得时女。 
妾有楊次妃、賀次妃、孝定皇太后的宮女趙次妃（1570年－1601年）；生四個兒子、四個女兒，第一子、第二子都夭折，第三子潞閔王朱常淓，第四子寶豐王朱常。女兒二位夭折，二位封郡主。